# Heilig Hartbeeld (Eys)

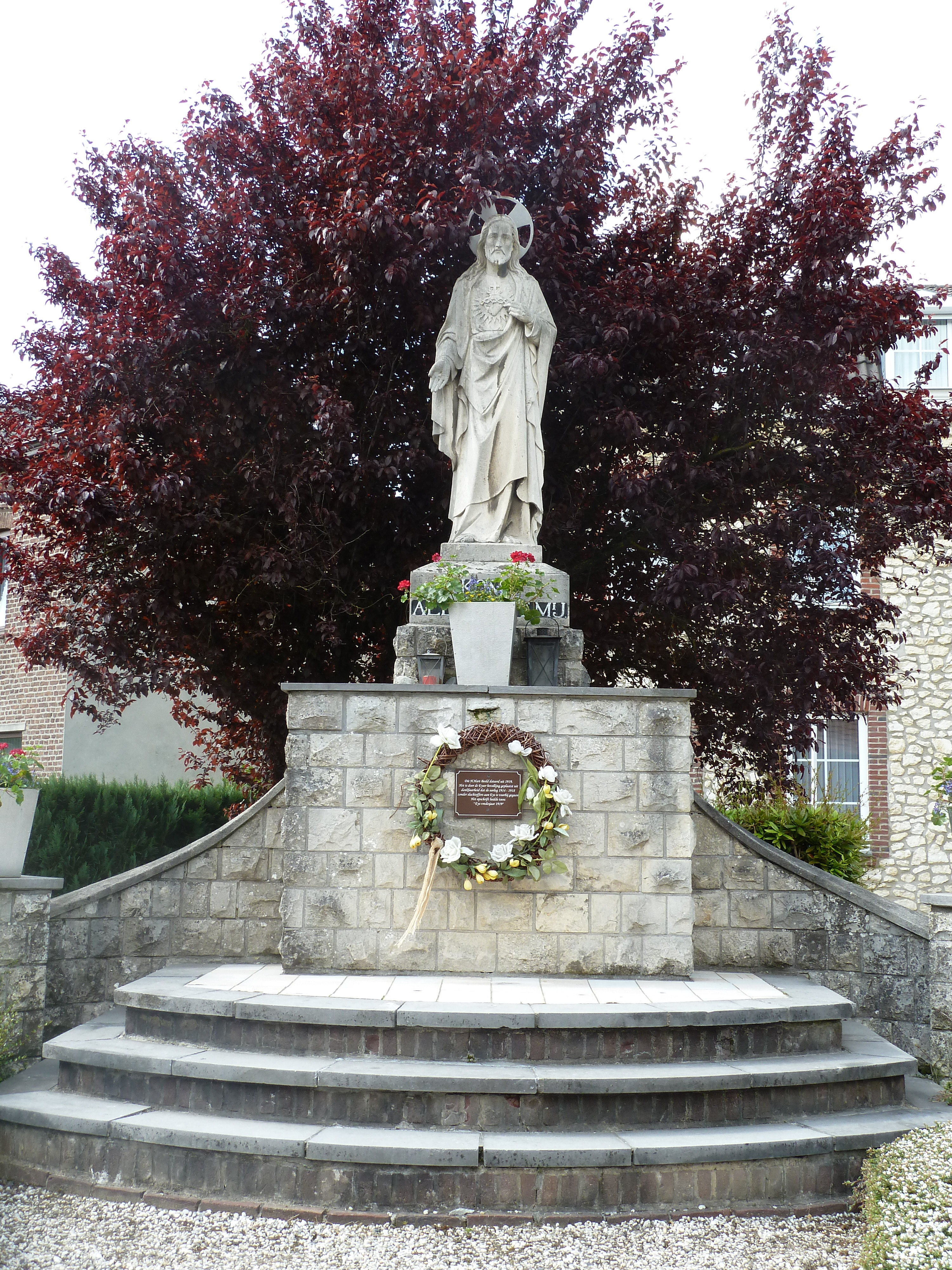
Het beeld

Het Heilig Hartbeeld is een standbeeld in de Nederlandse plaats Eys in de provincie Limburg.

## Achtergrond
Het Heilig Hartbeeld werd in 1919 geplaatst op de hoek van de Meester Doctor Froweinweg / Kromhagerweg uit dankbaarheid dat er in Eys tijdens de Eerste Wereldoorlog geen slachtoffers zijn gevallen. Het beeld werd gemaakt in het atelier van beeldhouwer Jozef Thissen in Roermond.

## Beschrijving
Het stenen beeld is een staande Christusfiguur in gedrapeerd gewaad. Met zijn rechterhand wijst hij naar het Heilig Hart op zijn borst. Zijn linkerhand toont, met de palm naar voren, een wond. Achter zijn hoofd draagt hij een kruisnimbus. Het beeld is geplaatst op een natuurstenen, gemetselde sokkel met een bordestrap.